# Pietra runica di Vaksala
La pietra runica di Vaksala (Rundata U 961) si trova nell'eponimo villaggio svedese di Vaksala, nei pressi di Uppsala. Fa parte delle circa 40 pietre runiche realizzate nell'Uppland, da Öpir, apprezzato maestro incisore di rune dell'XI secolo.
L'iscrizione ci informa che l'opera fu realizzata da Ingulfast su pressante richiesta della vedova e della figlia del defunto.
L'epigrafe runica è stata spostata dall'originale collocazione, nel giardino della chiesa, al luogo in cui è oggi visibile.

## Testo
Testo originale:
 
"h(u)(l)-a + lit + raisa stain + þina at kitilbiarn faþur sin + auk runfriþ at bonta auk ihulfastr riþ in ubiR"
Trascrizione in lingua norrena:

"Hul-a let ræisa stæin þenna at Kætilbiorn, faður sinn, ok Runfrið at bonda, ok Igulfastr reð, en ØpiR."
Traduzione:
 
"...lät ha eretto questa stele in memoria di Ketilbjôrn, suo padre; e Rúnfrídhr in memoria del marito, e Ígulfastr (la) collocò, ma Öpir la incise."